# 亚历山德鲁·帕帕讷
亚历山德鲁·帕帕讷（羅馬尼亞語：Alexandru Papană，1906年10月18日—1946年4月17日），罗马尼亚男子雪车运动员。他曾代表罗马尼亚参加国际雪车联合会世界锦标赛，获得一枚金牌和一枚铜牌。他也曾参加1932年和1936年冬季奥运会。